# Compsomantis ceylonica
Compsomantis ceylonica är en bönsyrseart som beskrevs av Boris Petrovich Uvarov 1927. Compsomantis ceylonica ingår i släktet Compsomantis och familjen Mantidae. Inga underarter finns listade i Catalogue of Life.